# Dürrbach (Boxberg)
Dürrbach, obersorbisch Dyrbachⓘ, ist ein Ortsteil der ostsächsischen Gemeinde Boxberg/O.L. Zum Ortsteil Dürrbach gehört der Weiler Thomaswalde, obersorbisch Domswald. Der Ort zählt zum offiziellen sorbischen Siedlungsgebiet in der Oberlausitz.

## Geografie
Dürrbach liegt nordwestlich von Klitten in Form eines Straßendorfes am Weg nach Kringelsdorf. Durch den Ort fließt das Dürrbacher Fließ in westlicher Richtung. Es entwässert das südöstlich gelegene Dürrbacher Teichgebiet und mündet in den Bärwalder See.
Umgebende Ortschaften sind Kringelsdorf im Norden, Reichwalde im Nordosten, Thomaswalde und Klein-Radisch im Südosten, Klitten im Süden und Jahmen im Südwesten.
Dürrbach hat die Siedlungsform eines Gassendorfes mit einer gemischten Flur, bestehend aus Block-, Streifen- und Gutsblockflur.

## Geschichte
Dürrbach findet erstmals 1362 im Dingbuch der Stadt Bautzen als Durrebach Erwähnung. Noch gegen Ende des 14. Jahrhunderts gehörte Dürrbach denen von Metzradt auf Reichwalde. Durch Erbteilung und mehrfachen Verkauf kam das Rittergut Dürrbach 1603 an die Herrschaft in Eselsberg. Diese tauschte es 1626 gegen die bei Uhyst liegenden Güter Mönau und Rauden der Jahmener Herrschaft, der seit 1623 bereits die benachbarten Güter Klitten und Kaschel gehörten. Während des Dreißigjährigen Krieges war unter anderem George Vitzthum von Eckstädt, kurbrandenburgischer Hauptmann der Ämter Cottbus und Peitz, Besitzer der Güter Jahmen, Dürrbach und Kaupa. Sein Sohn Christoph Vitzthum von Eckstädt war kursächsischer Rat und später Landeshauptmann der Oberlausitz.
Die südwestlich von Dürrbach im Wald gelegene Siedlung Thomaswalde findet Mitte des 18. Jahrhunderts urkundliche Erwähnung.
Infolge des Wiener Kongresses wurde die seit 1635 zu Sachsen gehörende Oberlausitz geteilt und der größere nordöstliche Teil dem Königreich Preußen zugesprochen. Dürrbach kam 1816 an den neu gegründeten Kreis Rothenburg in der Provinz Schlesien. Nach dem Zweiten Weltkrieg kam der westlich der Neißelinie liegende Teil Niederschlesiens wieder zum Land Sachsen. Im Rahmen der umfangreichen Verwaltungsreform von 1952 kam Dürrbach zum neu gebildeten Kreis Niesky im Bezirk Dresden.
Ende der 1950er Jahre gründeten Bauern in Dürrbach die Landwirtschaftliche Produktionsgenossenschaft (LPG) „Am Waldessaum“, die sich 1969 der LPG Klitten anschloss.
Die Gemeinden Dürrbach, Klein-Radisch und Zimpel-Tauer wurden am 1. März 1973 nach Klitten eingemeindet. Bis auf den Ortsteil Tauer waren die genannten Orte bereits seit vorreformatorischer Zeit nach Klitten gepfarrt.
Dürrbach befindet sich – wie der Großteil der damaligen Gemeinde Klitten – auf dem Kohlefeld des Tagebaus Bärwalde. Durch dessen Stundung und Schließung Anfang der neunziger Jahre blieb der Ort von der Überbaggerung verschont.
Durch die freiwillige Eingemeindung von Klitten nach Boxberg/O.L. ist Dürrbach seit dem 1. Februar 2009 ein Ortsteil dieser Gemeinde.

### Bevölkerungsentwicklung
| Jahr | Einwohner |
| ---- | --------- |
| 1825 | 119       |
| 1863 | 185       |
| 1871 | 172       |
| 1885 | 191       |
| 1905 | 168       |
| 1925 | 173       |
| 1939 | 198       |
| 1946 | 204       |
| 1964 | 171       |
| 1971 | 161       |
| 1999 | 99        |
| 2008 | 93        |

Im Jahr 1777 wirtschafteten in Dürrbach acht besessene Mann, ein Gärtner und acht Häusler. In Thomaswalde lebten zwei Häusler.
Zwischen 1825 und 1863 wuchs die Einwohnerzahl Dürrbachs von 119 (inklusive der 10 Einwohner von Thomaswalde) auf 185 an, fiel danach jedoch wieder leicht ab. Nach einem erneuten Wachstum zwischen 1871 und 1885 von 172 auf 191 Einwohner fiel die Einwohnerzahl bis 1905 erneut ab. Danach ist bis 1939 ist ein erneutes Wachstum auf 198 Einwohner festzustellen. Nach dem Zweiten Weltkrieg lag die Bevölkerungszahl über 200, fiel in den folgenden Jahrzehnten ab und erreichte in den 1990er Jahren einen Stand von unter 100.
Noch im 19. Jahrhundert war die Bevölkerung nahezu gänzlich sorbisch. Im Jahr 1863 waren laut amtlichen Zahlen 155 der 185 Einwohner Sorben, etwa 20 Jahre später ermittelte Arnošt Muka unter den 165 Einwohnern 161 Sorben. Ernst Tschernik zählte 1956 in Dürrbach einen sorbischsprachigen Bevölkerungsanteil von noch 61,3 %. Seitdem ist der Gebrauch des Sorbischen im Ort weiter stark zurückgegangen.

### Ortsname
Der Name Dürrbach wird von Jan Meschgang (1973) und Hans Walther (1975) übereinstimmend als Ort am dürren, wasserarmen Bach abgeleitet. Der sorbische Name Dyrbach ist eine Übertragung aus dem Deutschen.
Thomaswalde ist eine im Wald gelegene Siedlung, die von einem Thomas angelegt wurde.

## Persönlichkeiten
Ein geborener Dürrbacher ist der Ökonom und Übersetzer Friedrich Gottlob Leonhardi (1757–1814).